# سام سميث (لاعب كرة سلة)
سام سميث (27 يناير 1944 في الولايات المتحدة - 19 مايو 2022) (بالإنجليزية: Sam Smith) هو لاعب كرة سلة أمريكي في مركز هجوم قوي الجسم. لعب مع يوتاه ستارز.

## وصلات خارجية
- سام سميث على موقع سبورتس رفرنس (الإنجليزية)
- سام سميث على موقع كلية كرة السلة في سبورتس رفرنس.كوم (الإنجليزية)
- سام سميث على موقع ريلجم (الإنجليزية)